# Дибравата
Дибра́вата (болг. Дъбравата) — село в Ловецькій області Болгарії. Входить до складу общини Ябланиця.

## Населення
За даними перепису населення 2011 року у селі проживали 78 осіб, з них 65 осіб (83,3%) — болгари.
Розподіл населення за віком у 2011 році:
Динаміка населення: